# سحابی خرچنگ
سحابی خرچنگ یا میغوارهٔ چنگار یک سحابی در کهکشانِ راهِ شیری است. قُطر سحابی خرچنگ 6000 (با توجه به اطلاعات سایت ناسا)سال نوری تخمین زده می‌شود.
سحابی خرچنگ، شناخته‌شده‌ترین جرم باقی‌مانده از انفجار یک ابرنواختر در سال ۱۰۵۴ پس از میلاد است که در صورت فلکی ثور یا گاو قرار دارد. این سحابی دارای وسعتی به بزرگی ۱۰ سال نوری بوده و احتمالاً منشأ بخش بزرگی از پرتوهای کیهانی است، زیرا قوی‌ترین منبع ساطع کننده پرتو ایکس و امواج رادیویی در فلک محسوب می‌شود.

## مشخصات
1. قدر: ۸٫۴ سال نوری
2. اندازه: یک مستطیل ۴*۶ دقیقه مربع
3. نوع: سحابی بامانده ابرنواختری
4. صورت فلکی: ثور(گاو)[۳]

سحابی خرچنگ، شناخته‌شده‌ترین جرم باقی‌مانده از انفجار یک ابرنواختر در سال ۱۰۵۴ پس از میلاد است که در صورت فلکی ثور یا گاو قرار دارد. این سحابی دارای وسعتی به بزرگی ۱۰ سال نوری بوده و احتمالاً منشأ بخش بزرگی از پرتوهای کیهانی است، زیرا قوی‌ترین منبع ساطع کننده پرتو ایکس و امواج رادیویی در فلک محسوب می‌شود.
این سحابی میزبان یک تپ‌اختر در مرکز خود است؛ تپ‌اخترها، ستاره‌هایی نوترونی هستند که با سرعت بالایی دور خود می‌چرخند و با ارسال پالس‌های تابشی مداوم، نوعی میدان مغناطیسی بسیار قوی به وجود می‌آورند. ستاره‌های نوترونی نیز متراکم‌ترین و کوچک‌ترین ستاره‌های شناخته شده هستند. ابرنواختر، الکترون‌ها و پروتون‌هایی که پس از انفجار هسته فروپاشی شده یک ستاره پر جرم و بزرگ باقی مانده در اثر پدیده طبیعی گرانش فشرده شده و این ستاره‌ها را تشکیل داده‌اند.

## تاریخچه
اسناد ثبت‌شده به‌وسیلهٔ چینی‌ها، ژاپنی‌ها و سرخ‌پوستان آمریکا حاکی از آن است که در سال ۱۰۵۴ یک ابرنواختر در کهکشان ما منفجر شده‌است. اکنون می‌دانیم که باقی‌ماندهٔ آن ابرنواختر، جسمی است در صورت فلکی گاو که سحابی خرچنگ نامیده می‌شود. این سحابی که در اوایل یک سحابی سیاره‌ای تلقی می‌شد، اکنون به منزلهٔ یکی از شناخته‌شده‌ترین بقایای ابرنواختری است. سحابی خرچنگ، هم از نظر ویژگی‌های مشاهده‌شده در آن و هم از نظر گسترهٔ وسیع تابش‌هایی که از آن دریافت می‌کنیم و به ما اطلاعات می‌رساند، جسم قابل ملاحظه‌ای است. معلوم شده‌است که بیشتر این تابش‌ها به‌وسیلهٔ فرایند سنکروترون تولید می‌شود.
سحابی خرچنگ با سرعتی حدود ۱٬۵۰۰ کیلومتر بر ثانیه در حال از هم گسستگی است. انتظار می‌رود که این سحابی درچند هزار سال آینده به تدریج در تمام طول موج‌ها کم‌فروغ‌تر شده و سرانجام ناپدید گردد. در این میانه سحابی خرچنگ قوی‌ترین منبع تابش امواج رادیویی و پرتوی ایکس در آسمان است که احتمال می‌رود یکی از عوامل صدور بخش بزرگی از پرتوهای کیهانی آسمان همین سحابی باشد.
یکی از قابل ملاحظه‌ترین نمودهای سحابی خرچنگ جسم مرکزی آن است که اکنون به عنوان بازماندهٔ ستارهٔ مسبب ابرنواختر شناخته می‌شود. این جسم اصلاً یک ستارهٔ معمولی نیست بلکه فقط در چند هزارم ثانیه می‌درخشد، و با دوره‌ای در حدود ۰٫۰۳ ثانیه برق می‌زند و سپس خاموش می‌شود و به احتمال زیاد یک تپ‌اختر است. سحابی خرچنگ تنها سحابی موجود در کیهان است که شواهدی قابل استناد از گذشته و چگونگی شکل‌گیری خود در دسترس اخترشناسان قرار می‌دهد. سحابی خرچنگ، شناخته‌شده‌ترین جرم باقی‌مانده از انفجار یک ابرنواختر در سال ۱۰۵۴ پس از میلاد است. این سحابی میزبان یک تپ‌اختر در مرکز خود است؛ تپ‌اخترها، ستاره‌هایی نوترونی هستند که با سرعت بالایی دور خود می‌چرخند و با ارسال پالس‌های تابشی مداوم، نوعی میدان مغناطیسی بسیار قوی به وجود می‌آورند. ستاره‌های نوترونی نیز متراکم‌ترین و کوچک‌ترین ستاره‌های شناخته شده هستند. ابرنواختر، الکترون‌ها و پروتون‌هایی که پس از انفجار هستهٔ فروپاشی‌شدهٔ یک ستارهٔ پرجرم و بزرگ باقی‌مانده در اثر پدیدهٔ طبیعی گرانش فشرده شده و این ستاره‌ها را تشکیل داده‌اند. بعضی از این ستاره‌ها که سریع‌ترین آن‌ها در سحابی خرچنگ قرار دارند و با سرعت سی دور در ثانیه می‌چرخند به شکل تپ‌اختر از خود اشعه تولید می‌کنند. از آنجایی‌که با افزایش سن تپ‌اخترها، از سرعت آن‌ها کاسته می‌شود، در نتیجه تپ‌اختر سحابی خرچنگ، جوان‌ترین نمونهٔ موجود محسوب می‌شود. ترکیبی از چرخش سریع و وجود یک میدان مغناطیسی قوی در خرچنگ، یک میدان الکترومغناطیسی شدید در آن ایجاد می‌کند که باعث ایجاد کنش‌های ماده و ضدماده از هر دو قطب شمالی و جنوبی تپ‌اختر و تشکیل گردبادی شدید در جهت استوایی آن می‌شود. تازه‌ترین عکس ناسا از سحابی خرچنگ در سال ۲۰۱۸ گرفته شده که ترکیبی از رصدخانهٔ پرتو ایکس چاندرا به رنگ‌های آبی و سفید، تلسکوپ فضایی هابل به رنگ بنفش و تلسکوپ فضایی اسپیترز به رنگ صورتی است. از زمان راه‌اندازی چاندرا در سال ۱۹۹۹، این تلسکوپ مداوم سحابی خرچنگ را بررسی کرده و میدان نفوذ پرتو ایکس آن سهم بسزایی در افزایش دانش اخترشناسان در شناخت بهتر این خرچنگ آسمانی داشته‌است. این سحابی از اولین موارد رصد شده توسط چاندرا و از سحابی‌های انگشت‌شماری است که آثار انفجاری تاریخی در خود دارد. خط زمانی سحابی خرچنگ، عامل مهمی در افزایش آگاهی نسبت به چگونگی انفجار ابرنواختر شکل‌دهنده آن و رخدادهای نجومی محسوب می‌شود که این انفجار باعث شده‌است؛ این امر سحابی خرچنگ را در زمرهٔ بهترین و عالی‌ترین موارد برای مطالعه قرار داده‌است.

## نگارخانه

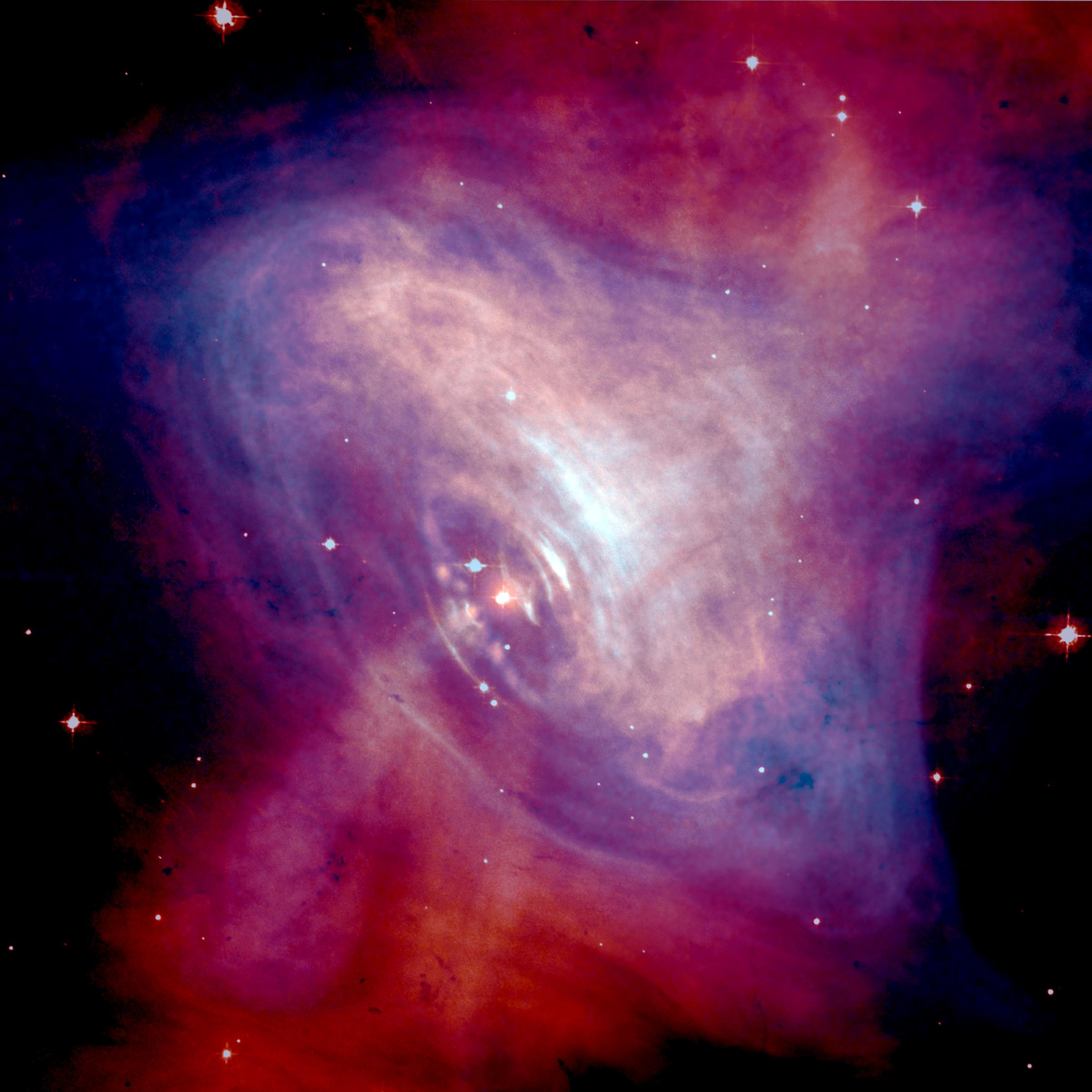